# Δ18O
En geoquímica, paleoclimatología y paleoceanografía, δ18O o delta-O-18 es la medida de la proporción de isótopos estables de oxígeno-18 (18O) y oxígeno-16 (16O) en una muestra. Se usa comúnmente para la medición de la temperatura de precipitación, como una medida de las interacciones agua subterránea y mineral, y como un indicador de procesos que muestran fraccionamiento isotópico, como la metanogénesis. En las paleociencias, los datos de 18O:16O de corales, foraminíferos y núcleos de hielo se utilizan como proxy de la temperatura.
La definición es, en «por mil» (‰, partes por mil):
{\displaystyle \delta {\ce {^{18}O}}=\left({\frac {\left({\frac {{\ce {^{18}O}}}{{\ce {^{16}O}}}}\right)_{\mathrm {muestra} }}{\left({\frac {{\ce {^{18}O}}}{{\ce {^{16}O}}}}\right)_{\mathrm {estandar} }}}-1\right)\times 1000} ‰
donde el estándar tiene una composición isotópica conocida, como la media estándar de agua oceánica de Viena (VSMOW en inglés). El fraccionamiento puede surgir de la cinética, equilibrio, o como fraccionamiento independiente de la masa debido al fraccionamiento de isótopos.

## Mecanismo

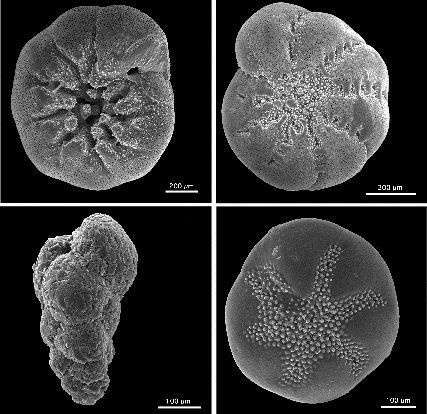
Muestras de foraminíferos.

Las conchas de los foraminíferos están compuestas de carbonato de calcio (CaCO3) y se encuentran en muchos entornos geológicos comunes. La proporción de 18O a 16O en estas conchas se utiliza para determinar indirectamente la temperatura del agua circundante en el momento en que se formó el caparazón. La proporción varía ligeramente dependiendo de la temperatura del agua circundante, así como de otros factores como la salinidad del agua y el volumen de agua encerrado en las capas de hielo.
δ18O también denota la evaporación local y la entrada de agua dulce, ya que el agua de lluvia está enriquecida con 16O, como resultado de la evaporación preferencial del 16O del agua de mar, debido a que es más ligero. En consecuencia, la superficie del océano contiene mayores proporciones de 18O alrededor de los subtrópicos y trópicos donde hay más evaporación, y menores proporciones de 18O en las latitudes medias donde llueve más.
Del mismo modo, cuando el vapor de agua se condensa, las moléculas de agua más pesadas que contienen átomos de 18O tienden a condensarse y precipitan primero. El gradiente de vapor de agua que se origina en los trópicos y avanza hacia los polos, gradualmente se torna más empobrecido de 18O. La nieve caída en Canadá tiene mucho menos H218O que la lluvia en Florida; de manera similar, la nieve que cae en el centro de las capas de hielo tiene una firma de δ18O más clara que la de sus márgenes, ya que primero precipita 18O, que es más pesado.
Los cambios en el clima que alteran los patrones globales de la evaporación y la precipitación pueden cambiar la proporción δ18O.
Muestras sólidas (orgánicas e inorgánicas) para análisis de isótopos de oxígeno son almacenados generalmente en recipientes de plata para ser cuantificados mediante pirólisis y espectrometría de masa. Los investigadores deben evitar el inadecuado o prolongado almacenamiento de las muestras para así obtener mediciones precisas.

## Extrapolación de la temperatura
Basado en la simplificación de la suposición de que la señal puede ser atribuida únicamente al cambio de temperatura, e ignorando los efectos de la salinidad y la variación del volumen del hielo, Epstein et al. (1953) estimaron que un aumento de δ18O en un 0.22 ‰ es equivalente a la disminución en la temperatura de 1 °C (o 1,8 °F). Más precisamente, Epstein et al. (1953) otorgan una extrapolación cuadrática de la temperatura, expresada como: 
{\displaystyle T=16.5-4.3\mathrm {\delta } +0.14\mathrm {\delta ^{2}} }
donde T es la temperatura en °C (basada en el ajuste de los mínimos cuadrados para un rango de valores de temperatura entre 9 °C y 29 °C, con una desviación estándar de ±0.6 °C), y δ es δ18O procedente desde la muestra de carbonato de calcio.

## Paleoclimatología

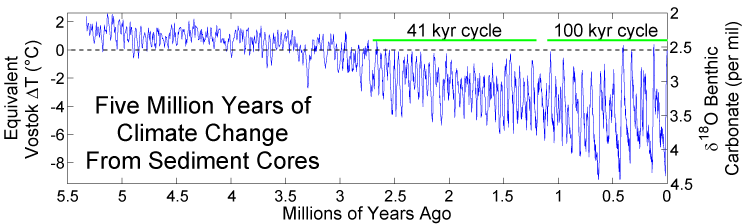
Registro climático reconstruido por Lisiecki y Raymo (2005).

δ18O puede ser utilizado con núcleos de hielo para determinar la temperatura de cuando el hielo se habría formado.
Lisiecki y Raymo (2005) utilizaron las mediciones de δ18O en foraminíferos bentónicos procedentes de núcleos se sedimentos procedentes de todo el mundo, tomado como un proxy para el total de la masa global de las capas de hielo, para reconstruir el clima durante los últimos cinco millones de años.
La pila de registro de los 57 núcleos fueron sintonizados orbitalmente a un orbital impulsado por un modelo de hielo, los ciclos de Milankovitch de 41 kiloaños (oblicuidad), 26 kiloaños (precesión) y 100 kiloaños (excentricidad), que se supone que causan el forzamiento orbital del volumen de hielo global. En los últimos millones de años, ha habido un número de muy fuerte de máximos y mínimos glaciares, separados por aproximadamente 100 kiloaños. Como las variaciones isotópicas observadas son similares en forma a las variaciones de temperatura registrados durante los últimos 420 kiloaños en la base Vostok, la figura que se muestra a la derecha alinea los valores de δ18O (escala de la derecha) con los valores informados de las variaciones de la temperatura de los núcleos de hielo de los núcleos de hielo en Vostok(escala de la izquierda), de acuerdo a lo señalado por Petit et al. (1999). 

## Lectura complementaria
- Clark, I.D.; Fritz, P (1997). Environmental Isotopes in Hydrogeology. CRC Press. ISBN 1-56670-249-6.
- Schmidt, G.A. (1999). «Forward Modeling of Carbonate Proxy Data from Planktonic Foraminifera Using Oxygen Isotope Tracers in a Global Ocean Model». Paleoceanography 14 (4): 482-497. Bibcode:1999PalOc..14..482S. doi:10.1029/1999PA900025. Archivado desde el original el 24 de abril de 2010. Consultado el 25 de febrero de 2021.